# Церковь Вознесения Господа Исуса Христа (Надорожная)
Церковь Вознесения Господа Исуса Христа в селе Надорожная Ивано-Франковского района на Прикарпатье. Памятка архитектуры местного значения.

## История
Основана 1806 года. С 1960-х по конец 1980-х стояла закрытойВ 1990-е проведен фасадный ремонт церковь покрыли бляхой. В советское время церковь была единственной где отправлялись Богослужения униатами. В этот период на приходе служил будущий епископ Коломыйский Павел (Василик)
В 2006 году парафию посетил епископ Владимир Вийтишин в рамках празднования двухсот лет от основания храма.
В 2019 году в селе построили новую церковь, старая перестала функционировать.